# CANTV
캔티비(CANTV)(스페인어: Compañía Anónima Nacional Teléfonos de Venezuela, 한국어: 베네수엘라의 국가 익명 전화 회사)는 베네수엘라 국영 통신 회사이다. 서비스 범위는 주력 자회사인 모빌넷 (Movilnet)인 전화 통신부터 컴퓨터 판매, 인터넷 연결 서비스, 광대역 인터넷 연결, 위성 TV 등의 서비스까지 다양하다.